# Peter Hillgren
Peter "Hulda" Hillgren, född 15 mars 1966 i Malmö, är en svensk före detta fotbollsspelare.
Han är en av få fotbollsspelare som representerat Malmö FF, Trelleborgs FF och Helsingborgs IF.

## Spelarkarriär
Hillgren växte upp på Hermodsdal i Malmö och fostrades i BK Olympic och flyttade senare till Malmö FF. Efter att ha misslyckats med att etablera sig i MFF under 1989 såldes han 1990 till Trelleborgs FF.
Efter framgångar med Trelleborg återvände han inför säsongen 1993 till MFF, där han skulle komma att spela två säsonger. Hillgren provtränade därefter tillsammans med Niclas Nylén med Dundee United, men MFF satte stopp för en övergång. Istället hamnade Hillgren i Helsingborgs IF för vilka han spelade åtta matcher innan korsbandsskador tvingade honom att som 28-åring avsluta spelarkarriären.

## Tränarkarriär
Hillgren har efter spelarkarriären varit tränare för ett flertal klubbar i Malmö med omnejd. Han har i tre omgångar tränat sin moderklubb BK Olympic.